# USS Bunker Hill (CV-17)
«Банкер-Гілл» (англ. USS Bunker Hill (CV-17)) — важкий ударний авіаносець США періоду Другої світової війни типу «Ессекс», сьомий у серії. Названий на честь битви за пагорб Банкер-Гілл (1775), під час облоги Бостона (1775—1776).

## Будівництво і введення в експлуатацію
Авіаносець «Банкер-Гілл» був закладений 15 вересня 1941 у «Бетлегем стіл корпорейшн», Квінсі, штат Массачусетс. Спущений на воду 7 грудня 1942, у річницю нападу на Перл-Гарбор, спонсоркою була пані Дональд Бойнтон, яка розбила пляшку шампанського. Введений в експлуатацію 25 травня 1943.

## Історія служби

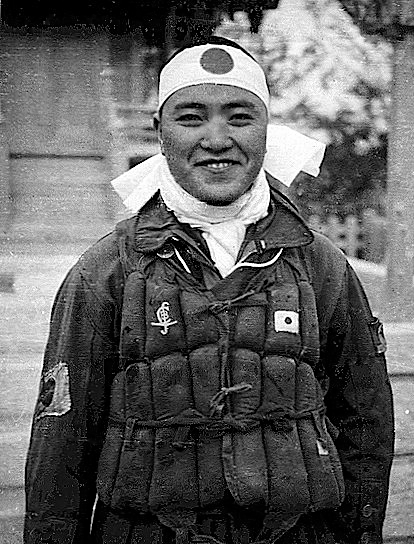
Камікадзе Кійосі Оґава, пілот другого літака, що врізався в «Банкер-Гілл», 11 травня 1945 року.

«Банкер-Гілл» брав участь у боях проти Японії на Тихоокеанському театрі військових дій. Брав участь у численних бомбардуваннях японських баз і аеродромів, підтримував десантні операції. За час війни винищувачі авіаносця збили 554 японські літаки.
У 1943—1944 роках «Банкер-Гілл» брав участь у нальотах на Рабаул, операціях в районі островів Гілберта, Тарава, архіпелазі Бісмарка, Маршаллових островів, Палау, Маріанських островів, Окінави, Лусона, Тайваню і в битві у Філіппінському морі.
У кінці 1943 року адмірал Німіц передав «Банкер-Гілл» до складу 3-го флоту контр-адмірала Холсі, у якому не було авіаносців, для підтримки десантних операцій у південно-західній частині Тихого океану і рейду на Рабаул. «Банкер-Гілл» 19 листопада 1943 року брав участь в рамках операції «Гальваник» — захопленні островів Гілберта. Його літаки брали участь у затопленні японського крейсера «Нака» в лагуні атола Трук. 12 жовтня 1944 року «Банкер-Гілл» атакував аеродром в Тайбеї, Тайвань.
З 6 листопада 1944 року «Банкер-Гілл» перебував на технічному обслуговуванні та ремонті в П'юджет-Саунді, військово-морській верфі у Вашингтоні. У лютому 1945 року «Банкер-Гілл» повернувся в район бойових дій, щоб підтримати вторгнення на Іводзіму.
Авіаносець «Банкер-Гілл» 19 лютого 1944 року здійснював повітряне прикриття сил вторгнення на атол Еніветок. Потім брав участь у атаці на Гуам. Напередодні атаки, «Банкер-Гілл» був атакований авіацією японців, але радіолокатори вчасно виявили наближення повітряного противника. Точний зенітний вогонь не дозволив японцям прицільно відбомбитися. В ході нальоту на Маріанни американська авіація знищила на землі 101 японський літак, а в повітрі — ще 67. Втрати літаків і пілотів у американців були невеликі.
У 1945 році «Банкер-Гілл» брав участь у битвах за Іводзіму та Окінаву.

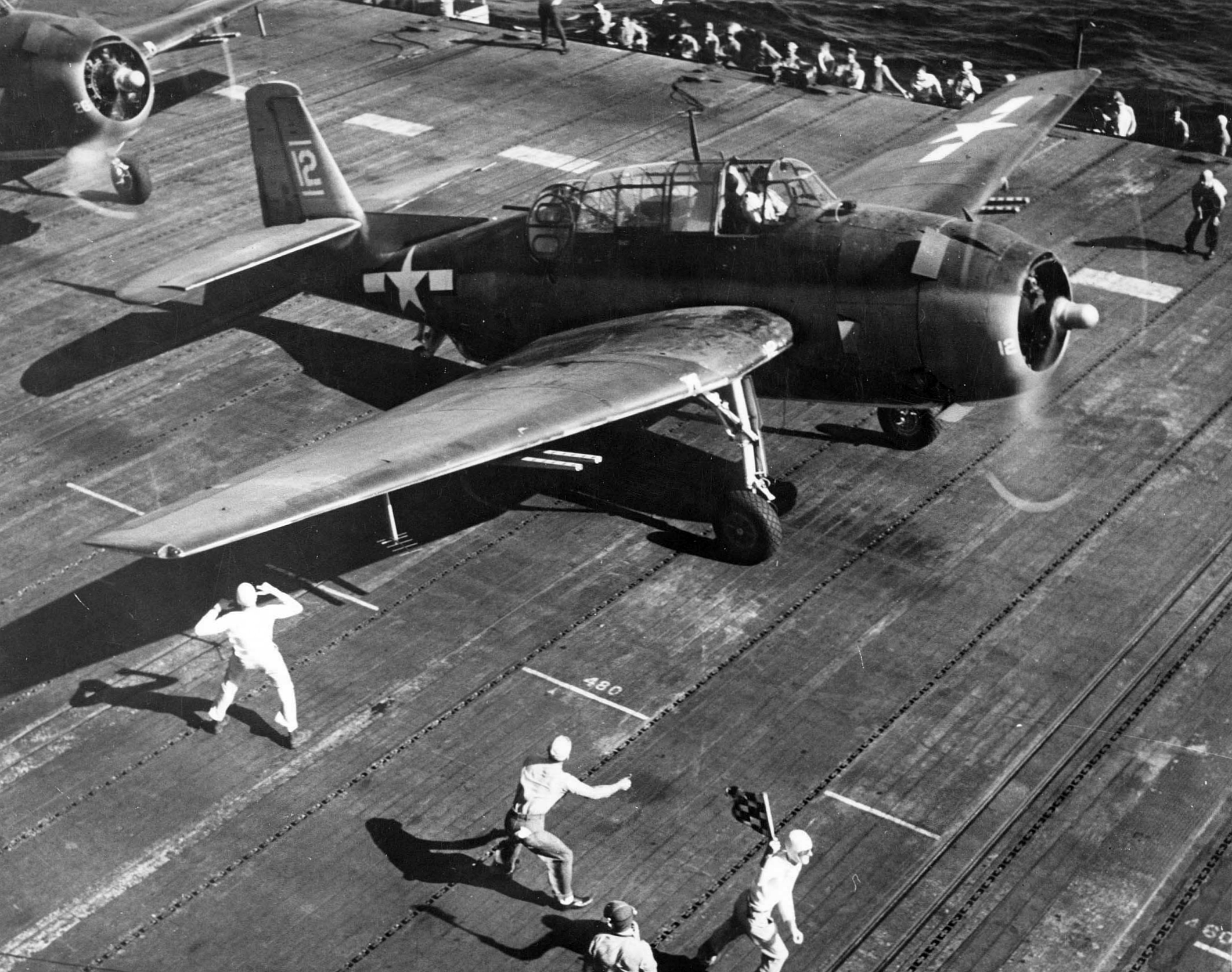

Переправлення поранених на облавок «USS Вілкс-Барре»

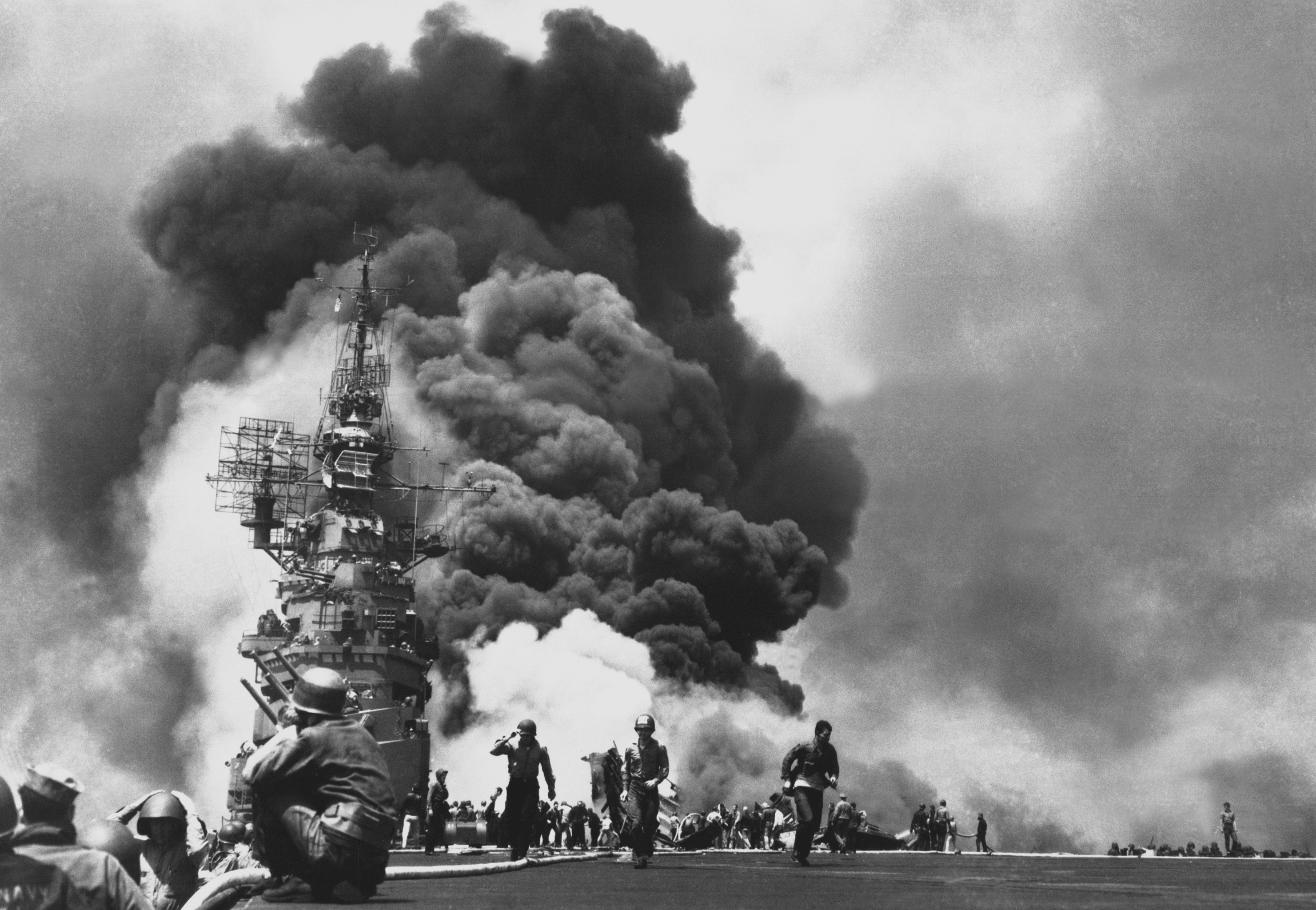
Після атаки камікадзе

11 травня 1945 року, в районі острова Кюсю, авіаносець «Банкер-Гілл» був уражений двома літаками японських камікадзе з інтервалом у 30 секунд. Один камікадзе врізався в кормову частину, викликавши сильну пожежу. Одна його бомба пробила кілька палуб, борт і вибухнула на поверхні води, зрешетивши осколками обшивку. Другий літак пробив льотну палубу поряд з «островом» і вибухнув усередині корпусу, викликавши пожежу в галерейній палубі. Відірвавшись від літака, двигун потрапив до приміщення штабу з'єднання TF58 і став причиною загибелі більшості офіцерів, що там перебували.
Стан авіаносця був дуже важким, але завдяки енергійним заходам його все ж вдалося врятувати. Пожежу на верхній палубі погасили за півтори години, в ангарі — через чотири з половиною.
Загинули 372, отримали поранення 264 військовослужбовців. Було знищено 80 літаків. Більшість загиблих задихнулися продуктами горіння у внутрішніх приміщеннях корабля.
Наприкінці 1945 — на початку 1946 рр брав участь у масовому поверненні військ союзників (операція Magic Carpet). Авіаносець було відремонтовано у США, і 9 січня 1947 виведено в резерв. У бойовий склад флоту більше не входив. У 1952 році був перекласифікований на CVA-17, у 1953 році — на CVS-17, у 1959 році перекласифікований на AVT-9.

## Завершення служби
Списаний 1 листопада 1966 року. Був відбуксирований у Сан-Дієго. Використовувався як несамохідне дослідне судно для випробування радіоелектронного обладнання. Використовувався у такому статусі до листопада 1972 року. У 1973 році проданий на злам. 25 липня 1973 при буксируванні на корабельні зіткнувся з ліберійським танкером «Сідней Спіро». Порізаний на брухт у Такомі.

## Нагороди
«Банкер-Гілл» був нагороджений медалями: «Подяка Президента», «За Американську кампанію», «За Азійсько-тихоокеанську кампанію», «За звільнення Філіппін», «Перемоги у Другій світовій війні», «Подяка президента Філіппінської республіки». Також отримав 11 бойових зірок за дії у Другій світовій війні.

## Відомі моряки
- Пол Ньюман — служив на борту «Банкер-Гілл» у битві за Окінаву, навесні 1945 року, як радист-навідник торпедного бомбардувальника «Grumman TBF Avenger».